# Werner Rolfinck
Werner Rolfinck (15 novembre 1599 – 6 maggio 1673) è stato un medico, scienziato e botanico tedesco.
Studiò medicina a Leida, Oxford, Parigi e Padova.

## Biografia
Rolfinck conseguì il Master of Arts all'Università di Wittenberg sotto Daniel Sennert e il dottorato in medicina nel 1625 all'Università di Padova sotto la guida di Adriaan van den Spiegel.
Nel 1629 divenne professore all'Università di Jena, dove riorganizzò e ampliò il giardino botanico dell'università (il Botanischer Garten Jena ). La sua ricerca sperimentale ha riguardato le reazioni chimiche e la biochimica dei metalli acquisendogli il titolo di "direttore di esercizi chimici". Respinse l'idea che altri metalli potessero essere trasformati in oro.

## Pubblicazioni
- Guerneri Rolfincii, Phil. Ac Med. Doctoris Et Professoris Publici Chimia In Artis Formam Redacta : Sex Libris comprehensa . . . . Ginevra, 1671 Edizione digitale dell'Università e della Biblioteca di Stato di Düsseldorf.